# Pimienta y Pimentón
Pimienta y Pimentón  es una película filmada en colores de Argentina dirigida por Carlos Rinaldi según su propio guion escrito en colaboración con Abel Santa Cruz, sobre el argumento de Abel Santa Cruz que se estrenó el 24 de abril de 1970 y que tuvo como protagonistas a Luis Sandrini, José Marrone, Ubaldo Martínez  y Yayi Cristal.

## Sinopsis
Dos payasos amigos cuidan dos huérfanos como si fueran sus hijos hasta que llega un tío y comienza el conflicto.

## Reparto
- Luis Sandrini
- José Marrone
- Ubaldo Martínez
- Yayi Cristal
- Atilio Marinelli como Sr. Luciani
- Cuny Vera
- Ricardo Passano
- Noemí del Castillo
- Francisco de Paula
- Ricardo Lavié
- Iván Grondona
- Pablo Codevila
- Alberto Mazzini
- Juan Carlos Torres Garavat
- Luis E. Corradi
- Laura Palmucci
- Marisa Grieben
- Augusto Orsini
- Juan C. Tiberio
- Lisardo García Tuñón
- Nicolita
- Coli
- Eli Salvador como Dúo Fedra y Maximiliano
- Bebe Muñoz como Dúo Fedra y Maximiliano

## Comentarios
revista Gente dijo:

”Esquemática y sensiblera, la película se hace soportable gracias a los buenos oficios de Luis Sandrini.”

La Gaceta opinó:

”Mediocre película.”

La Prensa escribió:

”El trabajo de Sandrini es correcto pero el de Marrone es demasiado exagerado… del resto sólo cabe recordar una breve pero jugosa intervención de Ubaldo Martínez.”